# Euphorbia invaginata
Euphorbia invaginata là một loài thực vật có hoa trong họ Đại kích. Loài này được Croizat mô tả khoa học đầu tiên năm 1943.